# Марсианский телекоммуникационный орбитальный аппарат
«Марсианский телекоммуникационный орбитальный аппарат» (англ. Mars Telecommunications Orbiter) — американская автоматическая межпланетная станция, запуск которой на орбиту Марса отменён. Запуск предполагался в 2009 году. Его задачей было создать Землёй и Марсом связь, соответствующую концепции Межпланетного интернета. Корабль должен был выйти на высокую орбиту над Марсом в 2010 году.
Специализированный спутник-ретранслятор считался необходимым в связи с потребностью передачи с Марса на Землю больших объёмов научной информации с различных спускаемых аппаратов, марсоходов и орбитальных лабораторий других марсианских космических миссий.
21 июля 2005 года было объявлено, что программа МТО отменяется в пользу более краткосрочных целей в исследованиях Марса (запуска Марсианской научной лаборатории и продления миссии Mars Exploration Rover), а также в околоземном космосе: обслуживания телескопа Хаббл, различных действующих спутников и новых миссий: Обсерватории солнечной динамики и Glory.

## Технология передачи данных
МТО был проектом для демонстрации в космосе оптической связи на основе лазера и оптических элементов: телескопов и оптических усилителей, а не традиционных для космической связи радиоволн, радиочастотных усилителей и антенн.

## Преемники программы
После отмены запуска МТО был предложен новый проект на основе старого. Однако эта миссия вскоре подверглась критике, так как имела недостаточно чётко определённые параметры и цели. С тех пор была предложена ещё одна миссия, Mars Science Orbiter, первоначально намеченная на 2013 год, но реализованная только в 2016 году ЕКА и Роскосмосом без участия НАСА[уточнить]. Возможность стабильной связи, предоставленная научными миссиями Mars Reconnaissance Orbiter и Mars Express привела к ненужности специализированных спутников-ретрансляторов на орбите Марса в ближайшее время.